# جيم روجرز (رجل أعمال)
جيم روجرز (بالإنجليزية: Jim Rogers)‏ هو اقتصادي وشخصية أعمال ورائد أعمال أمريكي، ولد في 19 أكتوبر 1942 في بالتيمور في الولايات المتحدة.